# Coluber smithi
Coluber smithi este o specie de șerpi din genul Coluber, familia Colubridae, descrisă de Boulenger 1895. Conform Catalogue of Life specia Coluber smithi nu are subspecii cunoscute.